# Alstroemeria magnifica
Alstroemeria magnifica är en alströmeriaväxtart som beskrevs av Herb.. Alstroemeria magnifica ingår i släktet alströmerior, och familjen alströmeriaväxter.

## Underarter
Arten delas in i följande underarter:
- A. m. gayana
- A. m. magnifica
- A. m. maxima
- A. m. magenta
- A. m. tofoensis